# Tomaszów Bolesławiecki
Tomaszów Bolesławiecki (dawniej niem. Thomaswaldau) – wieś w Polsce położona w województwie dolnośląskim, w powiecie bolesławieckim, w gminie Warta Bolesławiecka, na pograniczu Niziny Śląsko-Łużyckiej (Równiny Chojnowskiej) i Pogórza Kaczawskiego w Sudetach.

## Podział administracyjny
W latach 1975–1998 miejscowość administracyjnie należała do województwa legnickiego.

## Położenie
Przez miejscowość przepływa rzeczka Bobrzyca, dopływ Bobru.
Przez miejscowość przebiega droga krajowa DK94.

## Historia
Miejscowość powstała po 1210, wzmiankowana w 1259, rozwinęła się z osady przy szlaku handlowym "Via Regia" (szlak królewski). W dokumencie z 1376 wymieniono ją jako Thomaswalde, była w posiadaniu von Bolzów, von Bibranów, von Hocke, von Axlebenów, von Pücklerów. 28 lipca 1488 pod Tomaszowem Bolesławieckim rycerstwo śląskie i węgierskie pod dowództwem Hansa von Haugwitza rozbiło posiłki czeskie spieszące na pomoc księciu Janowi II żagańskiemu.

## Demografia
Jest największą miejscowością gminy, liczącą 1953 mieszkańców (2021 r.).

## Zabytki
Do rejestru zabytków wpisane są
- kościół parafialny pw. św. Jadwigi z XIII/XIV wieku, odbudowany po pożarze w 1558 r., przebudowany w 1768 r. i w kolejnym pożarze w 1834
- cmentarz przy kościele z 1588 roku
- kościół ewangelicki, obecnie rzymskokatolicki pomocniczy pw. św. Antoniego z 1742, odbudowany po pożarze w 1785, przebudowany w 1835 r.
- pastorówka, obecnie dom mieszkalny nr 21, z końca XVIII wieku
- zespół pałacowy z XIX wieku:
  - pałac, z XIX wieku
  - dwór, obecnie mieszkania, z 1701 r., przebudowany w XIX/XX wieku
  - dwa budynki gospodarcze przy dworze, z XIX wieku
  - obora, z XIX wieku
  - park, z XVIII-XIX wieku
  - ruina Pałacu Górnego z XVII wieku, nie istnieje
  - ruina pawilonu parkowego przy Pałacu Górnym z XVIII wieku, nie istnieje
- dom nr 22, z 1870 r.
- dom nr 191, z XVIII w., przebudowany w XIX/XX wieku